# Robert Spatz
Robert Spatz (surnommé lama Kunzang Dorjé), de nationalité belge, né le 13 avril 1944 à Bruxelles, est le fondateur et chef spirituel de l'Ogyen Kunzang Chöling (OKC), un institut belge d'inspiration bouddhiste tibétaine, qui a essaimé en France et au Portugal. L'OKC a été répertorié par différentes commissions d'enquêtes parlementaires sur les sectes.

## Biographie
Robert Spatz naît à Bruxelles le 13 avril 1944. A la fin des années 1960, il crée un « centre d'étude du yoga » dans sa ville natale. En 1969, il se rend à Darjeeling, dans les contreforts de l'Himalaya indien où vivent des réfugiés tibétains, et devient le disciple de Kangyour Rinpoché de l'école nyingmapa. En 1972, au retour de son dernier séjour auprès de son maître, il informe que celui-ci lui a donné le titre de « lama » et l'a incité à créer un centre d’enseignement nyingmapa en Europe, auquel Spatz donnera le nom de Ogyen Kunzang Chöling (OKC),,.

En 1974, son père lui achète la « ferme dite Château de Soleils» (qu'il baptisera Nyima-Dzong) près de Castellane dans les gorges du Verdon, un domaine de 111 hectares dont les bâtiments seront restaurés et réaménagés par ses adeptes. 1979 marque l'ouverture du centre OKC de Lisbonne, 1982 celui de Humkara Dzong dans le sud du Portugal et de Gyatso Dzong à Tahiti.

## Les enfants de Nyima-Dzong
Dès 1974, des disciples avec leurs enfants s’installent au Château de Soleils. Ces enfants — plusieurs dizaines — sont scolarisés sur place plutôt qu’à l’école de Castellane, ce que permet la législation française. Quelques parents y laissent leurs enfants pour travailler dans les établissements de l'OKC à Bruxelles — sans rémunération, comme le relèvent certains médias (il s'agit d'une vie communautaire). Dans les années 1990, deux enquêtes du service de la Protection de l'enfance se soldent par des non-lieux et l’école acquiert officiellement le statut d’école privée. En 1996, une première plainte est déposée pour faits de mœurs, coups et blessures sur mineur. D’autres plaintes suivront jusqu’au procès de 2016 où une vingtaine de ces enfants devenus adultes se constituent partie civile, dénonçant la prise en otage et des abus physiques et sexuels,,.

## Enquêtes judiciaires et procès
Dénonciations et suspicions conduisent le 31 mai 1997 à des perquisitions en Belgique et en France ; Spatz est arrêté et purge six mois de prison préventive. Une instruction judiciaire est ouverte en Belgique, en France et au Portugal sur la base notamment de soupçons d’enrichissement personnel et de relations condamnables avec des enfants, ce que nie l'accusé. Selon les auteurs de Bouddhisme, la loi du silence, « il reconnaît avoir pratiqué des rituels, dont certains ont nécessité l'apposition des mains sur le corps de ses jeunes disciples ».

### Portugal
Les poursuites se soldent par un non-lieu à la demande du procureur.

### France
2001 : le tribunal de Digne prononce un non-lieu. Mai 2021 : le parquet d'Aix-en-Provence ouvre une instruction à l'encontre d'un des disciples de Spatz, éducateur au Château-de-Soleils, soupçonné du viol d'au moins huit fillettes. Les victimes veulent aussi traduire Robert Spatz en justice,. Septembre 2022 : le JDD du 10.9.2022 rapporte que plus de vingt-cinq plaintes ont été déposées concernant des abus commis par Robert Spatz ; quatre d’entre elles ne seraient pas prescrites. Selon ce même journal, au moins huit femmes ont porté plainte contre un adepte d'OKC qui était éducateur à Château-de-Soleils dans les années 1980-1990 ; elles l'accusent d'agressions sexuelles (l'accusé les reconnaît) et de viols (il les nie),.
Début juin 2025, le juge d’instruction du tribunal judiciaire d’Aix-en-Provence transmet une demande d’entraide judiciaire à l’Espagne en vue d'une convocation dans un tribunal local ou à un mandat d’arrêt. D'autre part, son patrimoine immobilier pourrait être saisi pour dédommager ses victimes,.

### Belgique
5 janvier 2016 : une vingtaine de victimes se présentent à la 89e chambre correctionnelle de Bruxelles, en l'absence de Robert Spatz, pour le début de son procès. Le 15 septembre, le tribunal condamne Spatz à quatre ans de prison avec sursis et à des confiscations de plus de 4 millions et demi d'euros pour prise en otage de mineurs d’âge, d’abus sexuels sur mineurs et de faits de criminalité économique. Le tribunal attribue des indemnités à une trentaine de personnes constituées parties civiles. Spatz fait appel du jugement,,. Septembre 2018 : la cour d’appel de Bruxelles casse le jugement de 2016 pour cause d'irrégularités durant l'enquête et la procédure, alléguant qu'elles ont porté atteinte aux droits de la défense.
Mars 2019 : le procureur veut casser l'arrêt de 2018. Le dossier passe par la cour de cassation, qui ordonne son réexamen par la cour d'appel de Liège. 2 décembre 2020 : après une quinzaine d'audiences, la cour d'appel de Liège condamne Spatz, qui n'a assisté à aucun de ses procès, à cinq ans de réclusion avec sursis pour le surplus de la détention préventive et à une amende de 5 500 euros pour prise d’otages, abus physiques et sexuels sur mineurs, emprise et fraude financière. Ses seconds, ainsi que l'ASBL Ogyen Kunzang Chöling sont acquittés et les confiscations de 2016 restituées,,. Spatz se pourvoit en cassation. La Cour rejette son pourvoi.

## Enquêtes de commissions parlementaires sur les sectes
Voir Ogyen Kunzang Chöling

## Documentaire
Robert Spatz est un des principaux religieux ayant fait l'objet du documentaire diffusé le 13 septembre 2022 sur Arte, Bouddhisme, la loi du silence, dans lequel s'expriment les victimes et témoins de ses différents sévices sexuels et autres,,. Le fil conducteur du film est le combat mené par Ricardo Mendes, l'une des victimes d'OKC durant son enfance et porte-parole de 23 autres victimes en partie civile au tribunal de Liège (2020) ; ils dénoncent entre autres des privations de nourriture, des sévices et des abus sexuels,.

### Filmographie
- Bouddhisme, la loi du silence, 2022, d'Élodie Emery et Wandrille Lanos, édité par Arte France [voir en ligne]